# Алма-Атинская швейно-галантерейная фабрика
Алма-Атинская швейно-галантерейная фабрика — предприятие в городе Алма-Ата Казахской ССР.

## История
Предприятие было образовано в 1960 году в форме артели, 25 июня того же года было преобразовано в галантерейную фабрику, а в 1966 году — в швейно-галантерейную фабрику. С 1980 года фабрика размещалась во вновь построенном производственном корпусе, располагавшемся в Алма-Ате по адресу улица М. Маметовой, 54. К 1983 году 11 работников предприятия были награждены медалями и орденами СССР.
По состоянию на 1996 год фабрика располагалась по прежнему адресу, имела номер телефона 39-08-05.
В 1990-х годах приватизировано, выведено из государственной собственности, преобразовано в Акционерное общество и ликвидировано. Оборудование, здание и объекты предприятия проданы.

## Описание
По состоянию на 1983 год фабрика являлась предприятием Министерства местной промышленности Казахской ССР, была оснащена современным (на тот момент) оборудованием, произведённом в СССР и других странах СЭВ, в её ассортимент входили изделия одежды 14 наименований, 3 из которых были отмечены государственным знаком качества, а ещё три — индексом «Н» («Новинка»).